# Горлівський художній музей
Горлівський художній музей відкрито 26 квітня 1959 року. Основою зібрання стала колекція 214 творів, подарованих мешканцями Горлівки. З 1992 року він має статус міського музею та підпорядковується Горлівський міській раді. Відомий найбільшою в Україні експозицією творів Миколи Реріха (28 робіт), подарованою 1962 року московським колекціонером доктором медичних наук С. Мухіним.
Серед ентузіастів, які взяли участь у створенні музею та комплектували його колекції художники В. Сахненко, І. Тихий, Б. Піаніда, В. Мєшков, колекціонери Ф. Вишневський та О. Колударов. Надалі фонд музею поповнювався за рахунок надходжень із Міністерств культури СРСР та УРСР, Дирекцій виставок Спілки художників СРСР та Спілки художників УРСР, дарунків від жителів міста, донецьких та горлівських художників. 1983 року російський анімаліст Д. Горлов, онук гірничого інженера М. П. Горлова, ім'ям якого названо місто, передав музею 41 власну графічну та скульптурну роботу, а також літографії 1930-х років радянського анімаліста В. Ватагіна. Нині в музеї зібрано понад дві тисячі творів живопису, графіки, декоративно-прикладного мистецтва, скульптури.

## Експозиція

### Відділ дореволюційного мистецтва
В експозиції Горлівського художнього музею, розгорнутій у семи залах, представлено два відділи: російського та українського дореволюційного та радянського й сучасного художнього мистецтва. Найбільш ранні твори першого відділу датовані 18 століттям. Мистецтво першої половини 19 століття гідно представляють твори В. Тропініна, Є. Сорокіна, О. Іванова, О. Венеціанова. Творчість останнього представлена двома роботами: «Портрет дівчини» та акварель «Селянський хлопчик». Серед відомих майстрів пейзажного мистецтва живопису другої половини 19 століття, представлених у музеї, Г. Чернецов, учень М. Воробйова. «Краєвид поблизу Салерно» — один з небагатьох творів, що їх написав художник у період подорожі Італією в 1840—1841 роках.
Найбільш повно й широко представлене в музеї мистецтво другої половини 19 століття. Чільне місце відведене роботам митців, творчість яких була тісно пов'язана з діяльністю Товариства пересувних художніх виставок. Серед них — Г. Мясоєдов, М. Ярошенко, В. Полєнов, М. Ге, В. Якобі, М. Касаткін, І. Левітан та інші. Не менш цікавий зал, в якому виставлено роботи художників академічного напрямку, серед них: К. Маковський, Ю. Клевер, П. Свєдомський, О. Ківшенко, Г. Кондратенко, В. Котарбінський, Г. Семирадський, В. Гау та інші майстри. Присутні роботи й мариністів І. Айвазовського «Гавань» та його послідовника Л. Лагоріо «Море». Картинами «Уральський пейзаж» представлено творчість А. Васнецова, «Останні промені» — С. Жуковського, «Відгуки минулого» — Л. Туржанського, «Село Високове» — П. Петровичева.
Захоплення художників, що належали до товариства «Світ митців», знайшли відображення в роботах одного з фундаторів спілки К. Сомова («Арлекіни», «В парку», «Побачення»). Особлива прихильність членів «Світу мистецтва» до театру виявилась у численних театральних декораціях та ескізах костюмів. Саме цей напрямок їхньої діяльності характеризує роботи «Бенкет під час чуми» О. Бенуа та «Царівна-жаба» Л. Бакста. В цьому розділі представлені також твори З. Серебрякової та Б. Кустодієва. Крім того, відділ експозиції дореволюційного мистецтва знайомить із творчістю живописці — членів об'єднання «Спілка російських митців». Особливе місце в експозиції Горлівського художнього музею посідає колекція робіт Миколи Реріха, розміщена в окремому залі. Вона налічує 28 творів, серед яких ранні студентські етюди, ескізи театральних декорацій, мальовничі станкові твори, графічні аркуші, ескізи монументальних розписів.
Значний інтерес являє собою розділ експозиції творчості українських митців. Живописною досконалістю характеризується пейзаж «Поудень» В. Орловського, неповторність природи показують пейзажі К. Крижиницького та І. Похитонова. Виставлені роботи й майстрів реалістичного пейзажу С. Світославського («Літо на Куренівці»), С. Колесникова («Весна. Березень»). Значний внесок у розвиток українського жанрового та портретного живопису зробив передвижник М. Кузнецов, дві роботи якого «Околиці Одеси» та «Присяжний повірений» представлені в експозиції.

### Відділ радянського мистецтва
За кількістю експонатів відділ радянського мистецтва найповніший. Найкраще представлений період 1950—1960-х років, багато полотен донецьких та горлівських художників. Одна з найбільш ранніх робіт відділу — «Річка Серга на Уралі» народного художника СРСР С. Чуйкова. Основу колекції складають твори митців старшого покоління. Серед них картини «Зима» О. Шовкуненка, «Ранок» К. Трохименка, «Краєвид» М. Дерегуса. У музеї представлена низка творів Тетяни Яблонської, зокрема «Вірменське село», «До школи».
Глибокий зв'язок із передвижниками простежується у творах Решетников Ф. Решетникова, в музеї представлена його картина «Переекзаменовка». Виставлено кілька робіт К. Фіногенова на теми індустріалізації та стаханівського руху. Полотно «Микита Ізотов інструктує шахтарів» він створив у період вершини трудової слави славетного горлівського шахтаря. З непідробною теплотою розкрито дитячі характери на полотнах Д. Налбандяна («Цікаві») та А. Векслера («Горобці»). Натюрморт «Іграшки» харатеризує манеру О. Лактіонова. З однією зі сторін таланту О. Герасимова знайомить натюрморт «Троянди».
Традиції російського ліричного пейзажу продовжили у своїй творчості живописці Л. Бродська, О. Грицай, І. Грабар, картини яких зберігаються у музеї. Стрункістю лінійних ритмів вирізняється пейзаж «Зимовий вечір» Г. Нісського. Уявлення про багатоманітність пейзажного жанру збагачують також представлені в експозиції музею твори майстрів Я. Ромаса («Бурхливий день»), В. Стожарова («Велика вода»), М. Суздальцева («Гирло Керженця»), В. Сахненка («Осінь у далекому селищі»). Значне місце відведено роботам, присвяченим В. І. Леніну. В оповідному плані вирішив свою картину «О. М. Горький та Ф. І. Шаляпін» живописець П. Бучкін. Образ сільської молоді втілила І. Шевандронова у картині «Святковий ранок у селі». Майстер станкового живопису П. Смолін у композиції «Вихідний день на цілині» правдиво зобразив нелегкі умови життя цілинників. Музей володіє значною колекцією графіки цього періоду, де особливу увагу привертають роботи В. Фаворського, В. Касіяна, О. Кульчицької, І. Глазунова.
Природа Закарпаття дала невичерпне багатство тем і мотивів для творчості визначних українських митців А. Коцки («Юність»), А. Кашая («Свіжий день»), Ф. Манайла («Дід з минулого»), З. Шолтеса («Турянська зима»), роботи яких представлені в експозиції. У музеї зберігається низка робіт донецьких та горліських майстрів. Серед них вирізняється полотно «1917» рік Г. Тишкевича, а також картини Г. Острешко, Ю. Коменданта, В. Сизова, В. Безрідного, В. Матвієнка, О. Заболотного, скульптурні твори В. Полоника, М. Ясиненка.

## Галерея

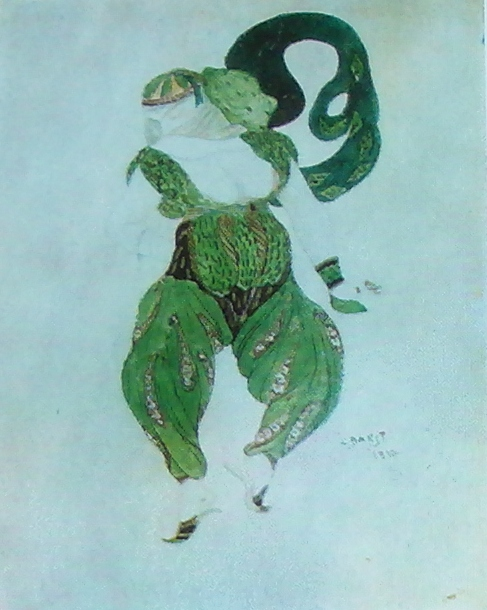
Леон Бакст, «Царівна-жаба»
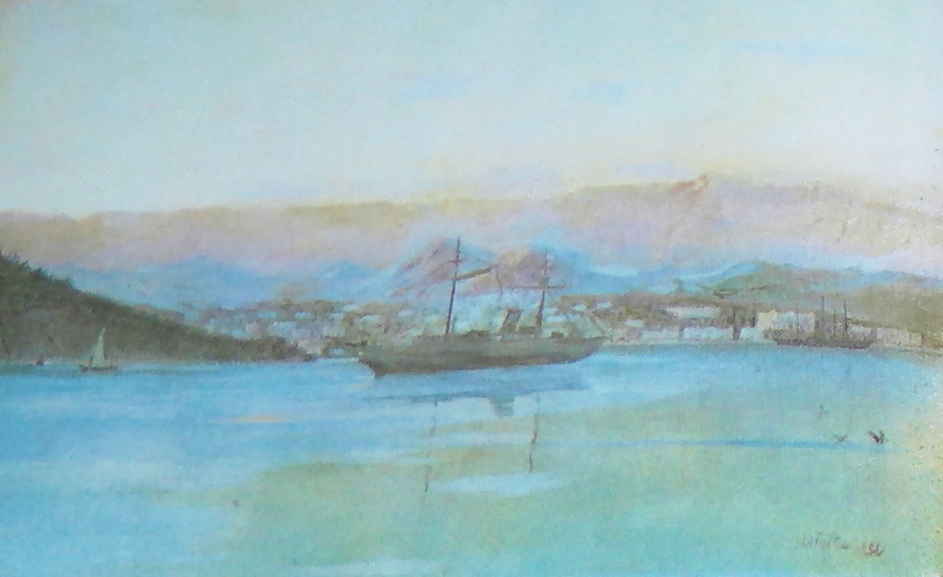
Лев Лагоріо, «Море»
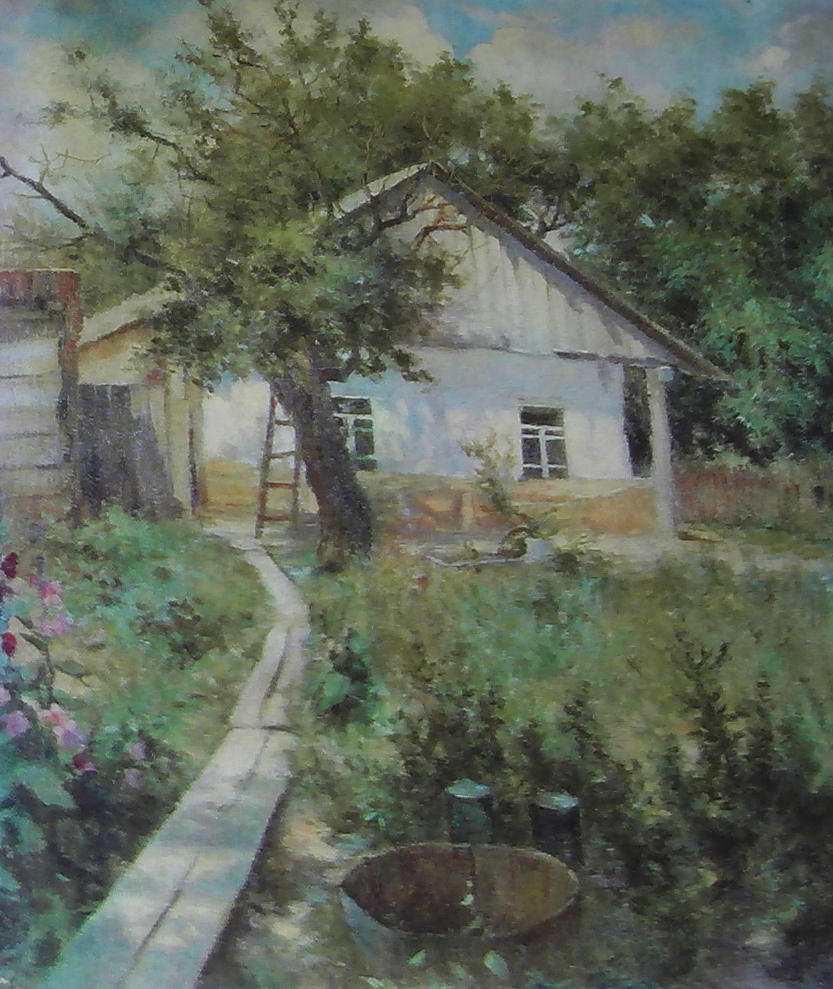
Сергій Світославський, «Літо на Куренівці»